# Alois Michner

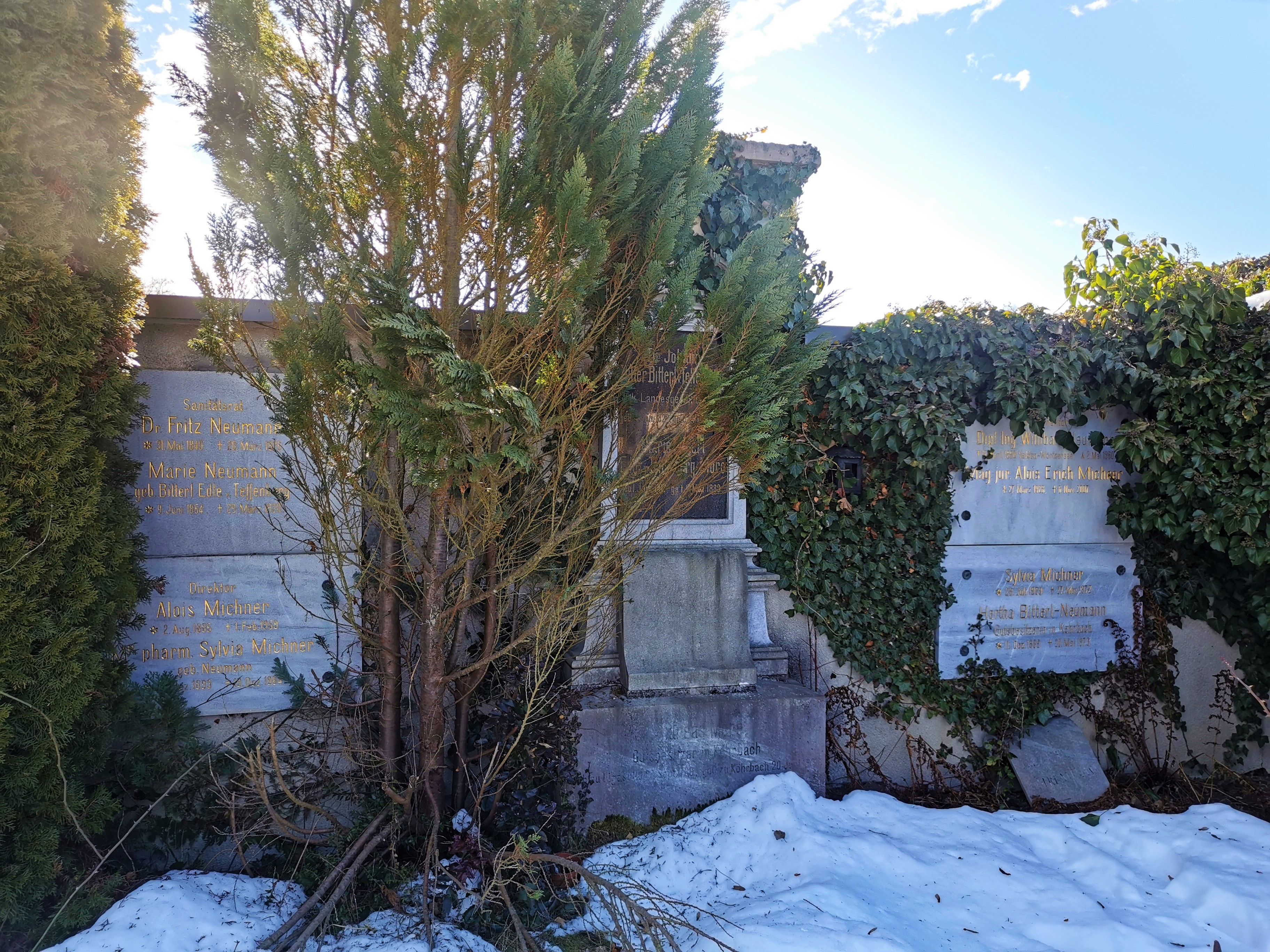
Grab der Familie Michner am Friedhof Stein-Viktring

Alois Michner (* 2. August 1885 in Eberndorf; † 1. Februar 1959 in Klagenfurt) war ein österreichischer Politiker und Kärntner Landtagsabgeordneter.

## Leben
Alois Michner war Sohn eines gleichnamigen Finanzbeamten und Bruder des Offiziers Emil Michner. Er arbeitete als Beamter im Landesdienst. Daneben war er im Deutschen Schulverein tätig, wo er 1913 zum Schriftführer des Gaues Kärnten gewählt wurde.
Während des Ersten Weltkrieges war er Kompaniekommandant beim Regiment 3 der k.k. Kärntner Freiwilligen Schützen. Nach dem Krieg wurde er Obmann der Kameradschaft der Kärntner Freiwilligen Schützen bis zu ihrer Auflösung 1938. Nach der Wiedergründung 1955 wurde Michner erneut zum Obmann gewählt und blieb dies bis zu seinem Tod.
Im April 1918 heiratete er in der Grazer altkatholischen Notkirche Sylvia Neumann.
Während des Kärntner Abwehrkampfes beteiligte er sich an den Kampfhandlungen, und erwarb dafür militärische Auszeichnungen.
Politisch engagierte sich Michner bei der Deutsche Nationalsozialistische Arbeiterpartei (DNSAP) und wurde deren Landesparteiobmann. Zur Landtagswahl 1921 trat die DNSAP gemeinsam mit dem Kärntner Bauernbund in der Kärntner Wahlgemeinschaft an und Michner erlangte als einziger Vertreter seiner Partei ein Mandat. Bei der nächsten Landtagswahl in Kärnten 1923 kandidierte die DNSAP eigenständig und erzielte genug Stimmen, um ihr Mandat zu behaupten. Als es im Sommer 1926 zur Spaltung der Nationalsozialisten in ein Lager der Hitler-Anhänger und der Vertreter einer eigenständigen Politik unter der Führung von Karl Schulz kam, unterstützte Michner und ein großer Teil seiner Landespartei die Schulz-Gruppe. Erneut verteidigte Michner sein Mandat bei der Landtagswahl 1927, zu der die DNSAP als Teil der Einheitsliste antrat. Allerdings wurde die Schulz-Gruppe zunehmend bedeutungslos. Michner legte am 30. März 1928 sein Landtagsmandat zurück und verließ im November 1929 die Schulz-Gruppe, um zum 22. desselben Monats der NSDAP-Hitlerbewegung beizutreten (Mitgliedsnummer 117.573).
Für kurze Zeit war Michner auch Mitglied der Sturmabteilung.
Nach dem Krieg fand Michner bei der Österreichischen Volkspartei Anschluss und wurde Sekretär in deren Landtagsklub.
Alois Michner starb am 1. Februar 1959 im Alter von 73 Jahren. Er ist auf dem Friedhof Stein-Viktring in Klagenfurt begraben.

## Ehrungen
- Im Jänner 1920 wurde Michner der Titel Landesamtsrat verliehen,[13] im Februar 1924 der Titel Landessekretär.[14]
- Im Juni 1929 wurde dem Amtsdirektor im Ruhestand von Bundespräsident Wilhelm Miklas die Ehrenmedaille für 40-jährige treue Dienste verliehen.[15]
- Im Oktober 1930 wurde Michner von Landeshauptmann Arthur Lemisch das Besondere Kärntner Kreuz für Verdienste verliehen.[16]

## Belege
1. ↑  Klagenfurt. Plötzlicher Tod. In: Unterkärntnerische Nachrichten (vormals Lavanttaler Bote), 10. April 1907, S. 4 (online bei ANNO).
2. ↑  Jahresversammlung des Gaues Kärnten des Deutschen Schulvereins. In: Freie Stimmen. Deutsche Kärntner Landes-Zeitung, 28. Mai 1913, S. 2 (online bei ANNO).
3. ↑  Kriegsauszeichnungen bei den Freiwilligen Schützen. In: Grazer Tagblatt, 18. November 1915, S. 5 (online bei ANNO).
4. 1 2  Karl Mubi, Wolfgang Hinteregger: Die Geschichte unserer Kameradschaft. In: Kameradschaft der Kärntner Freiwilligen Schützen (Hrsg.): Mitteilungsblatt Nr. 99, Wölfnitz, März 2017, S. 8–10, Digitalisat online auf docplayer.org.
5. ↑  Trauung. In: Grazer Tagblatt, 12. April 1918, S. 2 (online bei ANNO).
6. 1 2  Gedenk- und Erinnerungsbeirat Klagenfurt am Wörthersee. (Memento vom 16. Februar 2022 im Internet Archive) In: klagenfurt.at. 9. September 2019, abgerufen am 9. November 2019 (PDF; 35 kB).
7. 1 2  Radikale Phrase, Wahlbündnisse und Kontinuitäten: Landtagswahlkämpfe in Österreichs Bundesländern 1919 bis 1932 (= Robert Kriechbaumer, Hubert Weinberger, Franz Schausberger [Hrsg.]: Schriftenreihe des Forschungsinstitutes für politisch-historische Studien der Dr.-Wilfried-Haslauer-Bibliothek, Salzburg. Band 57). Böhlau, Wien / Köln / Weimar 2017, ISBN 978-3-205-20498-5, S. 87, 108.
8. ↑  Radikale Phrase, Wahlbündnisse und Kontinuitäten: Landtagswahlkämpfe in Österreichs Bundesländern 1919 bis 1932 (= Robert Kriechbaumer, Hubert Weinberger, Franz Schausberger [Hrsg.]: Schriftenreihe des Forschungsinstitutes für politisch-historische Studien der Dr.-Wilfried-Haslauer-Bibliothek, Salzburg. Band 57). Böhlau, Wien / Köln / Weimar 2017, ISBN 978-3-205-20498-5, S. 112.
9. ↑  Bundesarchiv R 9361-IX KARTEI/28630573
10. ↑  Radikale Phrase, Wahlbündnisse und Kontinuitäten: Landtagswahlkämpfe in Österreichs Bundesländern 1919 bis 1932 (= Robert Kriechbaumer, Hubert Weinberger, Franz Schausberger [Hrsg.]: Schriftenreihe des Forschungsinstitutes für politisch-historische Studien der Dr.-Wilfried-Haslauer-Bibliothek, Salzburg. Band 57). Böhlau, Wien / Köln / Weimar 2017, ISBN 978-3-205-20498-5, S. 126.
11. ↑  Vida Obid, Mirko Messner, Andrej Leben: Haiders Exerzierfeld: Kärntens SlowenInnen in der deutschen Volksgemeinschaft. Promedia, Wien 2002, ISBN 3-85371-174-X, S. 134.
12. ↑  Alois Michner in der Datenbank Find a Grave, abgerufen am 20. Januar 2024.
13. ↑  Beförderungen und Titelverleihungen. In: Freie Stimmen. Deutsche Kärntner Landes-Zeitung, 16. Jänner 1920, S. 2 (online bei ANNO).
14. ↑  Amtstitel im Landessekretariate. In: Freie Stimmen. Deutsche Kärntner Landeszeitung, 21. Februar 1924, S. 3 (online bei ANNO).
15. ↑  Verleihung der Ehrenmedaille. In: Tagblatt mit der Illustrierten Monatsschrift „Bergland“, 28. Juni 1929, S. 3 (online bei ANNO).
16. ↑  Verdienste ums Heimatland (Fortsetzung). In: Alpenländische Rundschau, 1. November 1930, S. 19 (online bei ANNO).

| Personendaten    | Personendaten                                                |
| ---------------- | ------------------------------------------------------------ |
| NAME             | Michner, Alois                                               |
| KURZBESCHREIBUNG | österreichischer Politiker und Kärntner Landtagsabgeordneter |
| GEBURTSDATUM     | 2. August 1885                                               |
| GEBURTSORT       | Eberndorf                                                    |
| STERBEDATUM      | 1. Februar 1959                                              |
| STERBEORT        | Klagenfurt                                                   |